# Lebendige Gemeinde. Christusbewegung in Württemberg
Die Lebendige Gemeinde. ChristusBewegung in Württemberg e. V., bis 2011 Ludwig-Hofacker-Vereinigung e. V. mit Sitz in Korntal-Münchingen, ist ein Zusammenschluss evangelikaler Christen mit pietistischem Hintergrund innerhalb der Evangelischen Landeskirche in Württemberg. Sie sieht sich als Forum und Sammelbecken für die württembergische Gemeinschafts- und Erweckungsbewegung sowie diakonische und missionarische Organisationen und Aktionen, die sich dem württembergischen Pietismus verbunden sehen.
Die Vereinigung ist als Mitbegründer Mitglied der Konferenz Bekennender Gemeinschaften in den Evangelischen Kirchen Deutschlands.

## Geschichte
Anfang 1951 sammelte der Landeskirchentagsabgeordnete Julius Beck einen Kreis von Repräsentanten, bestehend aus Theologen und Laien, aus Schlüsselpersonen sowohl des älteren als auch des neueren schwäbischen Pietismus, sowie aus Repräsentanten des kirchlichen Lebens. 1952 wurde zunächst die „Evangelisch-kirchliche Arbeitsgemeinschaft für Biblisches Christentum“ gegründet und 1959 in Ludwig-Hofacker-Vereinigung umbenannt. In dieser Arbeitsgemeinschaft entstand das Flugblatt „Es geht um die Bibel!“, eine Auseinandersetzung mit Rudolf Bultmanns liberaler Theologie. Mitglied der Arbeitsgemeinschaft war Fritz Grünzweig, damals Pfarrer in Korntal, der ein Netzwerk von Kirchengemeinden, Jugend- und Gemeinschaftsverbänden, Missionswerken, der Hauskreisbewegung und vielen weiteren christlichen Initiativen innerhalb der württembergischen Landeskirche initiierte. 1964 übernahm Grünzweig die Leitung des „Arbeitskreises für Bibel und Bekenntnis“ und danach den Vorsitz des schließlich im Januar 1966 gegründeten Vereins Evangelisch-Kirchliche Arbeitsgemeinschaft für biblisches Christentum (Ludwig-Hofacker-Kreis), der im Januar 1969 in Ludwig-Hofacker-Kreis (Evangelische Arbeitsgemeinschaft für Bibel und Bekenntnis) umbenannt wurde. Namen und Programm leiteten sich von dem württembergischen Pfarrer Ludwig Hofacker (1798–1828) ab, der als Vikar Prediger an der Leonhardskirche in Stuttgart und später Pfarrer in Rielingshausen war. Er gehört zu den Vätern der württembergischen Erweckungsbewegung. Leitsätze der Ludwig-Hofacker-Vereinigung sind: „Nicht sich selbst, sondern Jesus groß machen“ und „der Einsatz für unsere Kirche“. Im Ludwig-Hofacker-Kreis tauschen sich regelmäßig etwa 40 Verantwortliche aus Werken und Verbänden aus. Seit 2011 nennt sich das Netzwerk Lebendige Gemeinde. Christusbewegung in Württemberg.
Einrichtungen wie das Albrecht-Bengel-Haus oder das Missions- und Hilfswerk Coworkers sind daraus entstanden. Seit 1957 wurden jährlich Ludwig-Hofacker-Konferenzen, ab 1975 immer wieder als Gemeindetag unter dem Wort veranstaltet, ab 1997 unter dem Namen Christustag weitergeführt. 2015 fand erstmals eine Kooperation von Kirchentag und Christustag statt. Diese wurde auch 2017 in Berlin und 2019 Dortmund fortgeführt. 1971 wurde gemeinsam mit der Evangelischen Sammlung und dem CVJM der synodale Gesprächskreis Lebendige Gemeinde gegründet.

## Leitung
- Friedemann Kuttler, Großbottwar (Vorsitzender)[9]
- Andrea Bleher, Untermünkheim
- Volker Gäckle, Calw
- Steffen Kern, Walddorfhäslach
- Dieter Schenk, Wolfschlugen
- Pia Marquardt (Geschäftsführerin, beratend)[10]

## Aktivitäten
Die Vereinigung unterstützt Abendbibelschulen, den alle zwei Jahre stattfindenden Christlichen Pädagogentag und weitere Vortragsabende in den Gemeinden. Sie veranstaltet seit 1955 die jährlich stattfindenden Fronleichnams-Konferenzen, initiiert durch Walter Tlach, später Ludwig-Hofacker-Konferenz und heute Christustag genannt, sowie die Jugend-Missions-Konferenz und die Veranstaltungsreihe Württembergische Orientierungstage. Durch die Unterstützung missionarisch-evangelistischer Aktionen wie Pro Christ, neu anfangen, JesusHouse und anderer Veranstaltungen will die Ludwig-Hofacker-Vereinigung Menschen für den Glauben an Jesus Christus gewinnen.

## Kirchenpolitische Arbeit
Der Verein war viele Jahrzehnte lang der größte Gesprächskreis (vergleichbar mit Fraktionen im Parlament) in der Württembergischen Landessynode und vertritt die Interessen der Gemeinschaften des württembergischen Pietismus, der Evangelischen Sammlung, des CVJM-Landesverbandes Württemberg, des Süddeutschen und Südwestdeutschen EC-Verbandes, des Forums missionarischer Frauen, der Kirche im Aufbruch, der Hauskreis-Bewegung und weiterer Gruppen. Die Positionen des Gesprächskreises sind geprägt von der Forderung nach einer stärker missionarisch ausgerichteten Arbeit der Landeskirche und einer „bibeltreuen Theologie“. Gesellschaftspolitisch vertritt die Lebendige Gemeinde konservative Ansichten.

## Publikationen
Die Vereinigung gibt seit 1982 Predigtmeditationen Zuversicht und Stärke (ISSN 0722-3234) und eine Predigtreihe für Prädikanten in Württemberg heraus. In der kostenlosen, seit 1967 vierteljährlich erscheinenden Zeitschrift Lebendige Gemeinde (DNB) informiert sie über ihre Arbeit sowie über wichtige Entwicklungen und Strömungen innerhalb der württembergischen Landeskirche und darüber hinaus. Zum Redaktionsteam gehören der Vorsitzende Friedemann Kuttler, der Geschäftsführer Dieter Abrell, die freiberufliche Lektorin Ute Mayer, Pfarrer Traugott Messner, Pfarrer und Journalist Steffen Kern, der Journalist Claudius Schillinger sowie der Pfarrer und Autor Andreas Schmierer.